# Brian Cox (physicien)
Pour les articles homonymes, voir Cox et Brian Cox.

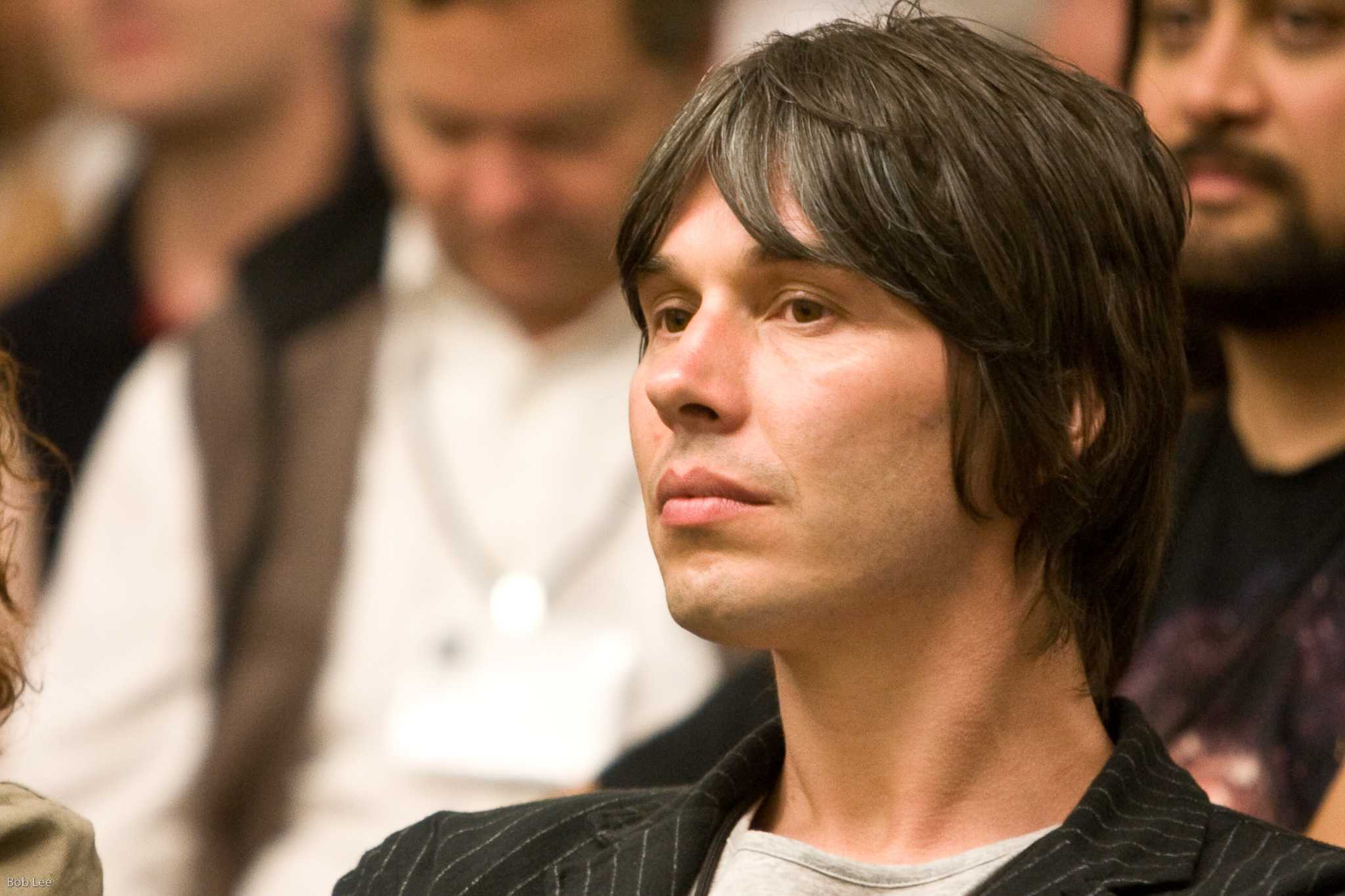
Brian Cox au Science Foo Camp en 2008.

Brian Edward Cox (né le 3 mars 1968) est un physicien britannique, membre de la Royal Society et professeur à l'université de Manchester. Il est membre du groupe Physique des particules de l'université de Manchester et travaille sur le détecteur ATLAS au Grand collisionneur de hadrons (LHC),, du CERN de Genève en Suisse.
Il travaille actuellement en recherche et développement sur le projet FP420 experiment (en).
Il est plus connu du public en tant que présentateur de programmes télévisés scientifiques pour la BBC. Il s'est aussi fait connaître durant les années 1990 par le biais du groupe de musique pop D:Ream.
Il est proche de la mouvance transhumaniste.